# Toxomantis westwoodi
Toxomantis westwoodi es una especie de mantis de la familia Toxoderidae.

## Distribución geográfica
Se encuentra en la India.